# Pattinaggio di velocità in linea ai Giochi mondiali 2022 - 10000 metri punti a eliminazione maschile
La gara dei 10,000 metri a punti a eliminazione maschile di pattinaggio di velocità in linea ai Giochi mondiali 2022 si è svolta l'8 luglio 2025 a Birmingham.

## Risultati
| Rank | Atleta                        | Punti | Note |
| ---- | ----------------------------- | ----- | ---- |
| 1    | Bart Rene Swings              | 18    |      |
| 2    | Martin Ferrie                 | 11    |      |
| 3    | Nils Buhnemann                | 11    |      |
| 4    | Giuseppe Bramante             | 9     |      |
| 5    | Francisco Jose Peula Cabello  | 5     |      |
| 6    | Hugo Diego Ramirez Boada      | 5     |      |
| 7    | Miguel Fonseca Bravo          | 3     |      |
| 8    | David Ariel Sarmiento Moscoso |       |      |
| 9    | Michal Prokop                 |       |      |
| –    | Daniel Zapata Martinez        |       | EL   |
| –    | Santiago Ariel Roumec         |       | DNF  |
| –    | Carlos Arturo Tarazona Ropero |       | DNF  |
| –    | Mike Alejandro Paez Cuellar   |       | DNF  |
| –    | Christian Kromoser            |       | DNF  |
| –    | Michael Garcia                |       | DNF  |
| –    | Chang-Chin Ku                 |       | DSQ  |